# 小行星9148
小行星9148（9148 Boriszaitsev）是一颗绕太阳运转的小行星，为主小行星带小行星。该小行星于1977年3月13日发现。

## 轨道参数
小行星9148的轨道半长轴为2.2334540 UA，离心率为0.161。